# Minuspio longibranchiata
Minuspio longibranchiata är en ringmaskart som först beskrevs av Reish 1968.  Minuspio longibranchiata ingår i släktet Minuspio och familjen Spionidae. Inga underarter finns listade i Catalogue of Life.